# Bojamyces repens
Bojamyces repens är en svampart som beskrevs av Longcore 1989. Bojamyces repens ingår i släktet Bojamyces och familjen Legeriomycetaceae.   Inga underarter finns listade i Catalogue of Life.